# Vicente Borrás i Abella
Vicente Borrás i Abella (València, 1867- Barcelona, 1945) va ser un restaurador, professor a l'Escola de Belles Arts de Barcelona i pintor englobat dins el corrent modernista, on va destacar per la lluminositat i cromatisme de les seves creacions.
Fill del també pintor Vicente Borrás Mompó, va adquirir els seus coneixements i tècnica al costat del seu pare. Realitzà diverses obres, habitualment d'oli sobre llenç, representant paisatges, pintures d'interior, retrats o marines. Al llarg de la seva etapa artística va ser reconeguda la seva feina amb la concessió de diversos premis nacionals i internacionals; va ser guardonat amb la segona medalla a l'Exposició Universal de París de 1900, per exemple.

## Pintures
Algunes de les seves creacions són:
- ¡Absueltos! (1897)
- A break for lunch (1888)
- En el coro (1890)
- Vacunación de niños
- Fábrica
- Escena Histórica
- Portrait of a man
- Retrato de niña

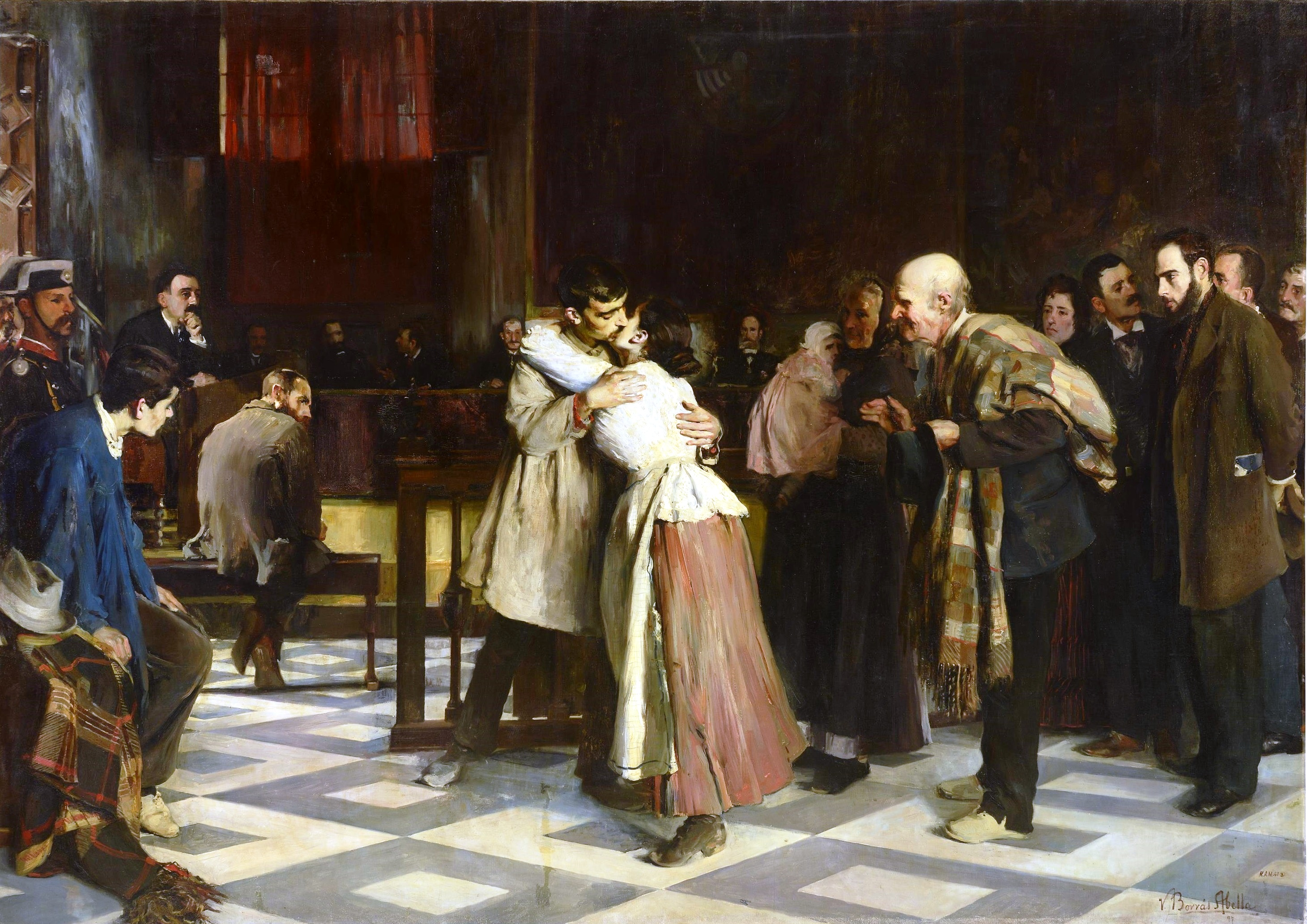
¡Absuelto!, de Vicente Borrás y Abellá. 1897. (Museo del Prado, Madrid).
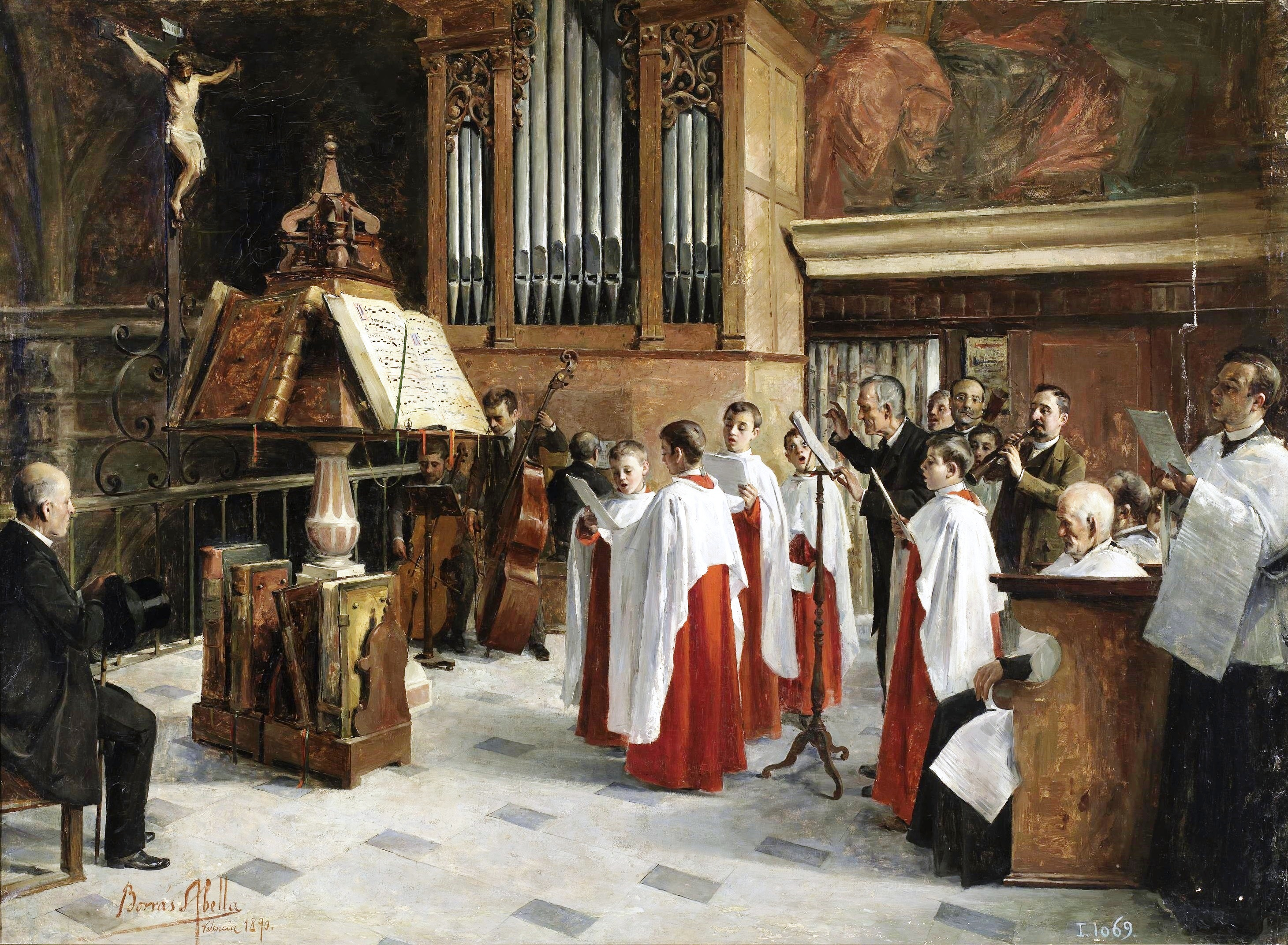
En el coro, de Vicente Borrás y Abella. 1890. (Museo del Prado, Madrid).
Retrat de Pere Casas Abarca. 1906. Museu Nacional d'Art de Catalunya.